# 包皮
陰莖包皮（英語：foreskin）是雄性陰莖前端上的組織，由雙層的皮膚、黏膜與肌肉組織構成，覆蓋龜頭與尿道口，包皮與龜頭透過具彈性的包皮繫帶相連。包皮外部的皮膚與內部的包皮黏膜於皮膚黏膜交界處相連。包皮能夠活動並具有彈性，且可保持龜頭處於濕潤的環境。除了人類外，在所有靈長類和大多數哺乳動物的雄性生殖器中都有類似的結構，稱為陰莖鞘。
對人類而言，包皮長度的伸展性很大，在鬆弛和勃起狀態下覆蓋龜頭的程度也會有所不同。包皮在出生時與龜頭密合，在嬰幼兒期間通常無法翻開，除非存在其他症狀，否則兒童期無法翻開包皮是正常的。通常包皮在青春期或之前會自然從龜頭鬆動，在這之前不建議將其翻開。成人的包皮在正常發育的情況下，包皮可以翻開至露出龜頭。男性的陰莖包皮在解剖學上與女性陰蒂包皮是同源的。在某些情況下，包皮可能會受到病理狀況的影響，例如包莖、龜頭炎與龜頭包皮炎。

## 結構

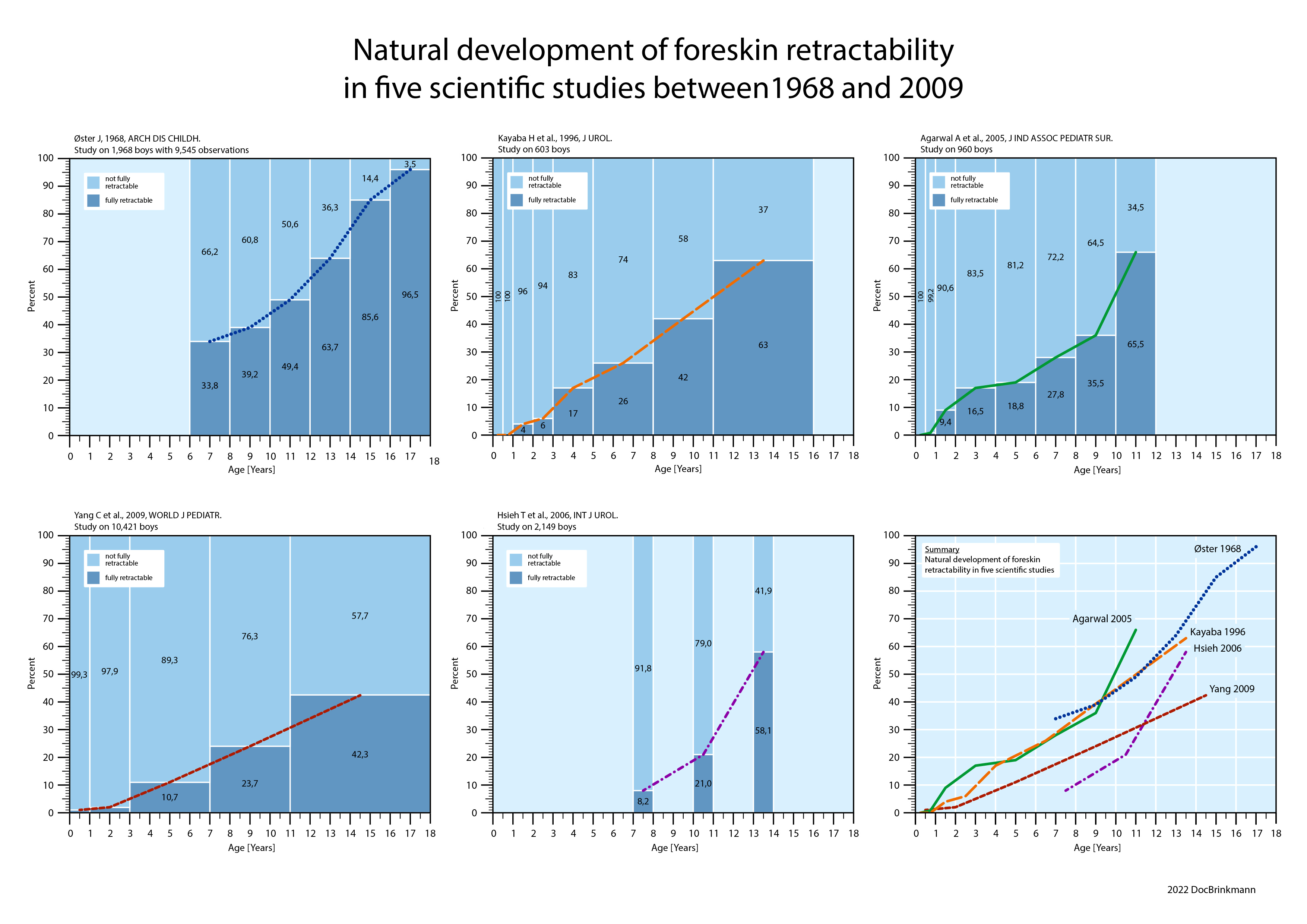
對兒童和青少年包皮分離時間的研究結果

### 外部
包皮的外部是陰莖體皮膚的延續，由角蛋白化的複層扁平上皮覆蓋。內部的包皮黏膜則是由覆蓋龜頭的上皮組織延伸而來，由無毛的扁平鱗狀黏膜組成，類似眼瞼或口腔的內部。包皮的黏膜部分具有極強的自我修復能力。外包皮的面積約為7到100平方公分，內包皮則為18到68平方公分。黏膜皮膚區的位置是外包皮和內包皮相接觸的地方。包皮在與龜頭分離後可以自由移動，通常分離會發生在青春期或之前。陰莖的包皮繫帶是個高度血管化的組織，可使內包皮與龜頭相連。世界衛生組織指出「包皮繫帶形成了外包皮層和內包皮層之間的交接面，當陰莖未勃起時，它會收緊以縮小包皮的開口」。

## 保護功能

包皮翻開的過程

在婴幼儿中，包皮可以保護嬌嫩的龜頭免受外界过强刺激，成年人包皮保护作用不明显。

## 包皮生长
包皮在胚胎時期伴隨陰莖成長，有保護龜頭防止外來傷害的作用。一般在青春期前，包皮便不會再完全貼附住龜頭，未勃起時包皮稍稍覆蓋住龜頭，而且包皮可以輕易且不感到疼痛的往後退至冠狀溝，勃起時可自然的露出整個龜頭。部分的人在經過青春期之後，因陰莖的發育長度足夠使得包皮長度不足進而自然上翻退至冠狀溝，而使整個龜頭在未勃起時亦可完全外露，但其情況因人而異，並不能用來作為陰莖是否發育完全的指標。
婴儿时期，包皮内侧与龟头粘在一起，成为一个整体，不可强行分离，否则会造成疼痛或损伤。
儿童时期，包皮被勃起的阴茎扩张而后自然收缩，反复的过程使得包皮游离于龟头，包皮口逐渐宽松。
青春期時，阴茎成長发育，包皮同時也会继续发育，龟头逐漸長大而慢慢地露出包皮外。有些時候包皮发育較為明显，而使得龟头一直处于包皮內，但仍可以以手動的方式使龟头部份或是完全露出包皮外且不至於感到疼痛或緊迫感，此稱之為包皮過長。如果无法使龜頭完全露出或是因此感到疼痛，可視包皮開口擴大程度而判定是否為包莖。
成年以后，包皮还会以很慢的速度向后退缩，龟头露出的部分將会越来越多，直到平順完整的退後至冠狀溝。
亦有不少人的包皮是屬於偏長，但可在無痛覺的情況下使龜頭露出包皮以外，在未勃起的情況下包皮是完全包覆住龜頭的，但只要不影響性生活及無發炎感染之情況，則可視為是正常的，通常包皮過長並不需要就醫，且對性生活及早洩亦無直接影響。

## 包皮在性爱中的作用

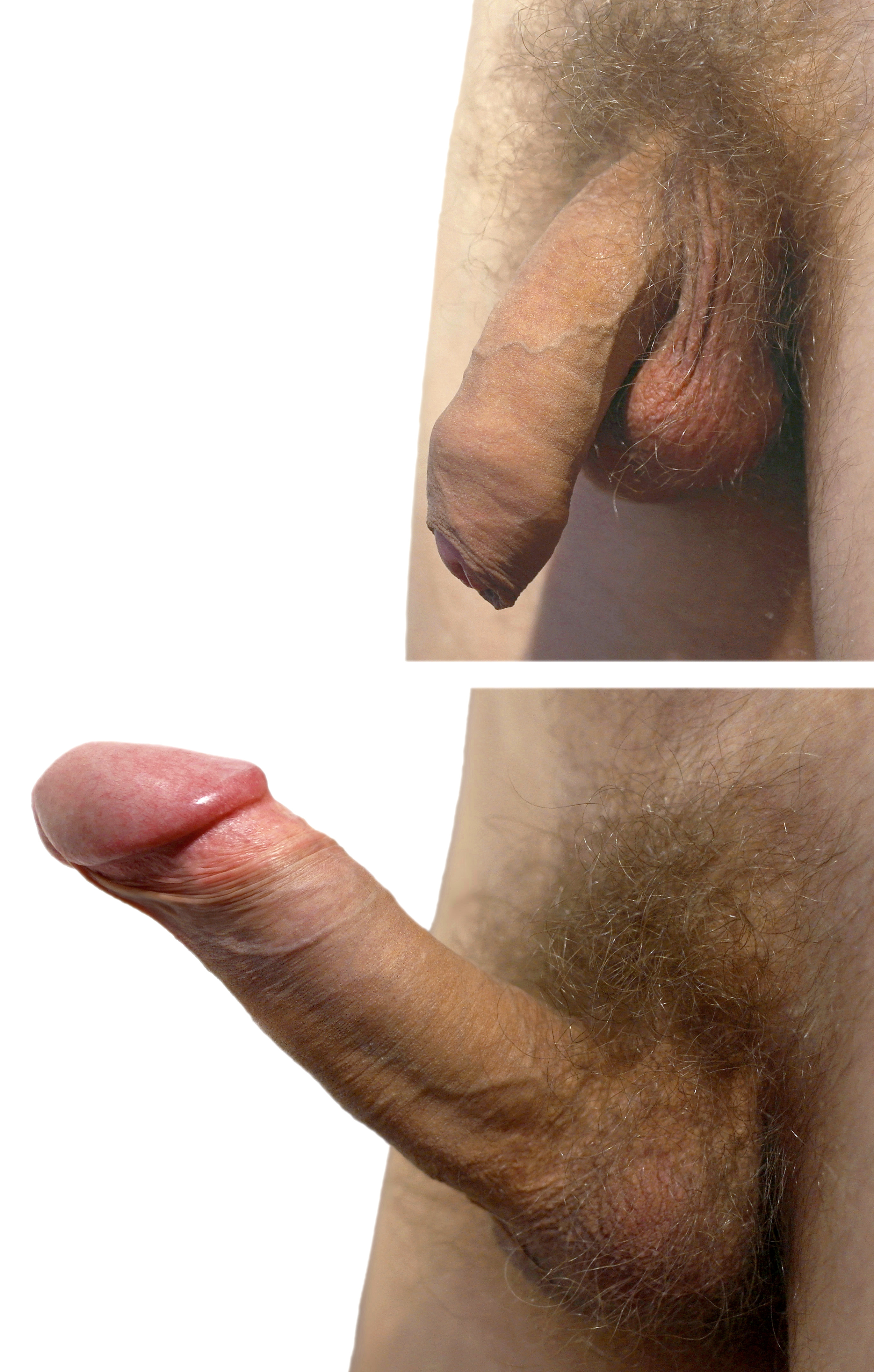
阴茎勃起前及疲软状态时的包皮包裹着龟头（上），一般情况下阴茎勃起後的包皮会往後翻龟头完全露出（下）

包皮没有任何性功能。包皮长度不会影响勃起速度，勃起速度主要与体质有关。
包皮长度与性交时间没有比例关系，性交时间主要与精神状态与性交幅度速率有关，过度紧张或是過度抽插可能会缩短性交时间。

## 包皮垢
包皮分泌物若不及时清理，长期堆积形成包皮垢。包皮分泌物作用于女性的阴道分泌物类似，有消炎及溶菌的作用，但如果不注重個人衛生、長時間不清洗的話也容易滋生细菌和诱发疾病。

## 包皮的保养
包皮是人体重要的器官之一，平时应重视包皮的保养，保持包皮健康。
婴儿及儿童时期要防止包皮受到外伤，不要使裤子拉链夹伤包皮。
青春期包皮和阴茎处于快速发育时期，此时包皮会逐渐与龟头分离，在双手洗净的条件下，自行用手将包皮向后拉，用清水清洗露出的部分，未露出部分无需刻意清洗，不要使用香皂、浴液等清洗剂。切勿强行上翻包皮，以免出现嵌顿。
成人的包皮是可以翻开的，要经常翻开包皮仔细清洗包皮内侧和龟头，可以使用无刺激的香皂和浴液，但要用大量清水冲洗干净，有条件最好坚持每天睡前清洗包皮和龟头。
清洗包皮的方法：第一步：轻轻将龟头从包皮中拉出，第二步：用肥皂和温水冲洗包皮，第三步：将包皮拉回使其覆盖于龟头。
小便时尽量不要用髒手触摸平时包皮覆盖的龟头和包皮内侧，以免被手上的细菌污染。

## 包莖與包皮過長
陰莖鬆弛時包皮可能會覆蓋住龜頭，雖覆蓋龜頭的多少是因人而異，但這是完全正常的現象。但如果當陰莖處於完全勃起時，龜頭仍不能露出，且亦不能用手輕易退至冠狀溝而使龜頭露出，則為異常。這可分為兩種完全相反的情況：如果包皮長度使龜頭未勃起時無法露出，便稱為包皮過長或假性包莖；而如果包皮開口過小、導致勃起時的龜頭或冠狀溝無法露出，或者只有尿道口露出但仍然影響到性生活，則稱為包莖。

### 包皮過長
包皮過長或假性包莖，一般而言只要能在用手順利將包皮退至冠狀溝，且不影響正常生活的情形，只須注意清潔，並不需要進行矯正手術。只有影響到日常生活時（如無法或難以翻開包皮、因包皮過長造成的反覆感染），才需要考慮做包皮環切術。
在亞伯拉罕諸教盛行等國家，由於傳統對男性施行割禮的習俗仍然存在，許多男性在小時候即接受包皮環切術。中國大陸、臺灣、日本等地男性則較少於出生時接受包皮環切術，這些地方的男性在未勃起時包皮覆蓋住龜頭的比例也較高。此外，日本一部分男性認為包皮過長(即假性包莖)是羞恥的，此風潮很可能是來自於1970年代日本整型美容外科的商業宣傳所致，事實上若不影響正常生活，包皮過長並不需醫療處置，尤其並非疾病，日本的醫療保險也不支付包皮過長的醫療費用。

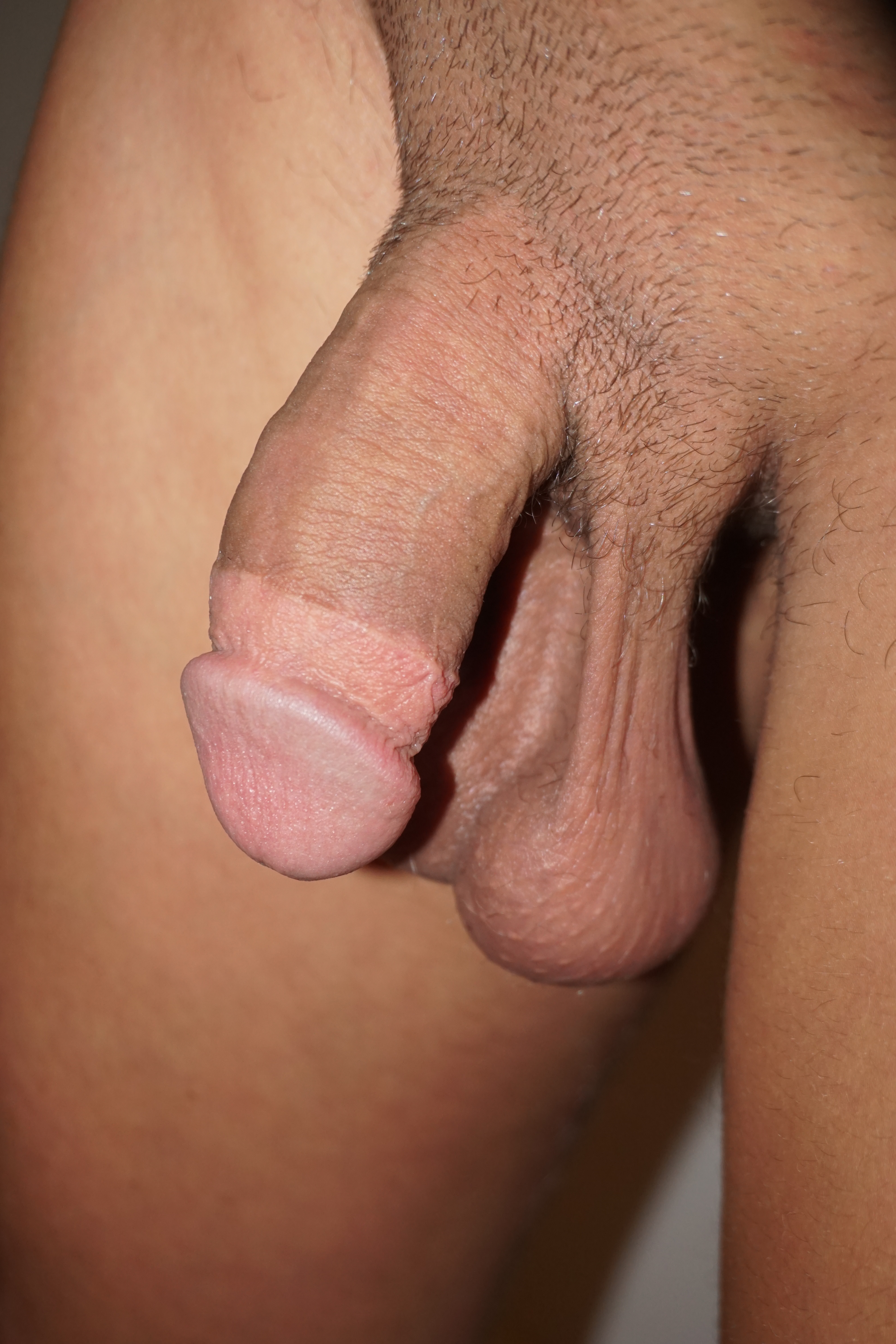
進行包皮環切術後的陰莖

包皮回收術（包皮背切術）為後來發展起來的割包皮技術，可去除包皮過長的問題，亦可保留包皮本身的功用。
輕微包莖的情況可使用（外用）中強效型類固醇來得到改善。在避開龜頭的情況下，用棉花棒塗抹在包皮開口處，可有助於包皮組織鬆弛，使包皮開口擴大進而改善包莖狀況，但類固醇不宜長期使用，以防皮膚組織薄化，使用前需先洽皮膚專科醫生。
若是包皮過長可於排尿時用手將包皮輕柔的往後退至冠狀溝，至排尿結束後再推回原位。有助於減少包皮垢與尿液的殘留以維持衛生與清潔。
坊間稱之為包莖矯正器、矯正環的非醫療器材其實是陰莖環的一種延伸應用，名稱上亦是錯誤的。包莖指的是包皮開口太過狹小，導致龜頭無法部分或是全部露出，需靠手術治療。而包莖矯正器則是只能用於包皮過長的情況。原理類似於長袖短穿一般（如透氣膠帶固定包皮法），將該環固定在褪下包皮後的冠狀溝上，使包皮無法往前覆蓋龜頭。以衛生角度而言，在避免尿液及包皮垢沾染在龜頭與冠狀溝上有一定的效果。就治療而言，坊間常誇大稱該產品可治療改善包皮過長，實際情況則有待臨床實驗，但短期內是無任何改善或是治療效果的。且常因其材料不明，材質過軟或過硬；大小適中於否；設計構造上的瑕疵，亦有可能會傷害到龜頭、包皮、冠狀溝下方黏膜組織造成瘀血，如過緊則可能導致血液無法回流造成陰莖異常勃起甚至是永久性的傷害。

## 文化
有些宗教（如亞伯拉罕諸教）儀式中還有對男性割禮的習俗的。

## 人類以外的動物
幾乎所有哺乳類動物的陰莖都被包皮所包覆，並被稱作陰莖鞘（英語：penile sheath），除了依靠泄殖腔的單孔目動物。

## 外部連結
- Normal development of the foreskin: Birth through age 18 （页面存档备份，存于） by CIRP
- Foreskin.org - Many detailed pictures of the human male foreskin （页面存档备份，存于）
- Infant foreskin care at Kidshealth.org.nz
- Our son is not circumcised. When will his foreskin retract? （页面存档备份，存于） 美国儿科学会
- 各種包皮長度對比圖 （页面存档备份，存于）